# Hipposideros calcaratus
Hipposideros calcaratus је сисар из реда слепих мишева и фамилије Hipposideridae.

## Угроженост
Ова врста није угрожена, и наведена је као последња брига јер има широко распрострањење.

## Распрострањење
Ареал врсте је ограничен на мањи број држава. 
Врста има станиште у Индонезији, Соломоновим острвима и Папуи Новој Гвинеји.

## Станиште
Станишта врсте су шуме и речни екосистеми до 1000 метара, најчешће само до 600 метара надморске висине. Врста је присутна на подручју острва Нова Гвинеја.